# ジェーイーエル
株式会社ジェーイーエルは、広島県福山市に本社を置く「半導体用ウエハ」や「液晶パネル基板」を搬送するクリーンロボットのメーカー。

## 事業所
- 本社 - 広島県福山市
- 福山工場 - 広島県福山市
- 東京営業所 - 東京都千代田区
- Jテクセンター - 東京都千代田区
- JEL高知 - 高知県香美市